# RML Group
Ray Mallock Ltd., auch bekannt als RML Group, ist ein britischer Motorsport-Rennstall. Im Jahr 2009 war RML unter eigenem Namen in der Le Mans Series und in der Britischen Tourenwagen-Meisterschaft sowie als Chevrolet-Werksteam in der Tourenwagen-Weltmeisterschaft tätig.

## Geschichte

### Anfänge
Ray Mallock begann zusammen mit seinem Bruder Richard als Assistent seines Vaters Major Arthur mit dem Bau von Rennwagen. Sie setzten mehrere Mallock-U2-Chassis für Clubsport-Rennen ein. Nach Rennen in der Formel 3 und Sportwagenrennen gründete Mallock im Jahr 1979 sein eigenes Team, Ray Mallock Atlantic Racing, welches er im Jahr 1984 in RML umbenannte.

### Sportwagen

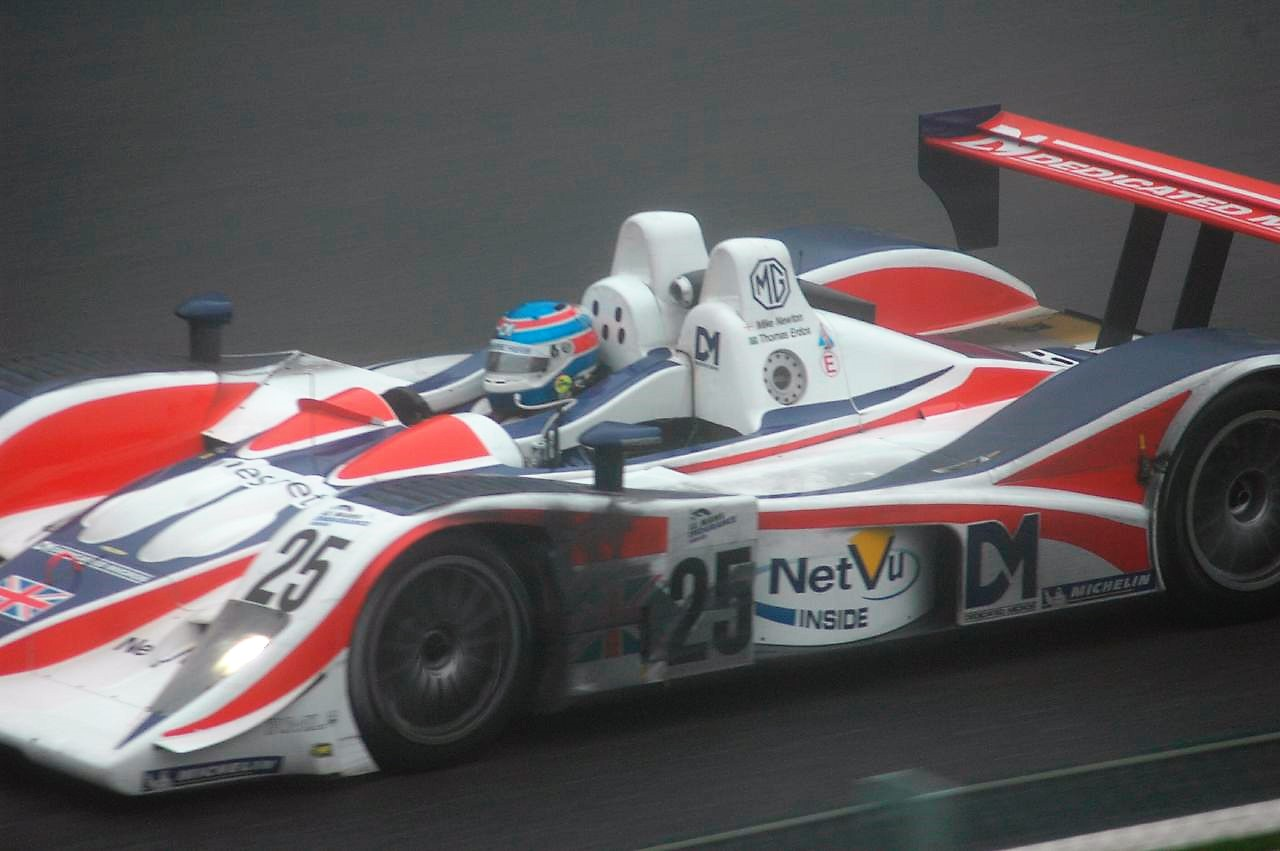
MG-Lola EX264 in Spa, 2005

Ray Mallock war als Fahrer bei der Entwicklung des Nimrod NRA/C2 für die Gruppe C beteiligt, welcher 1983 und 1984 in der Sportwagen-Weltmeisterschaft startete. Angetrieben wurde dieser Wagen von einem Aston-Martin-Motor. Im Jahr 1985 wurde RML damit beauftragt, den Ecurie-Ecosse-Prototypen für die C2-Klasse zu bauen, welcher 1986 den Titel in seiner Klasse errang.
Im Jahr 1987 begab RML sich mit der Entwicklung des Aston Martin AMR1 wieder in Klasse C1. Das Projekt wurde im Jahr 1990 beendet, aber Mallock fand mit dem Nissan-Team einen neuen Partner.
Die Sportwagen-Weltmeisterschaft endete nach dem Jahr 1992 durch die enorme Kostenexplosion. Im Jahr 2000 entwickelte RML aus dem Supersportwagen Saleen S7 einen Rennwagen, den S7-R. Damit gewann RML 2001 die GTS-Klasse der European Le Mans Series und 2002 die spanische GT-Meisterschaft. Im Jahr 2004 trat RML mit zwei Autos in der FIA-GT-Meisterschaft an, erzielte jedoch lediglich Mittelfeldplatzierungen.
Ebenfalls im Jahr 2004 setzte RML einen MG-Lola EX257 bei den 24 Stunden von Le Mans und in der Le Mans Endurance Series ein. Nach der Einführung des neuen LMP2-Reglements wurde mit Komponenten des EX257 auf Basis eines Lola B05/40 der MG-Lola EX264 entwickelt. Der von Thomas Erdos und Mike Newton pilotierte Wagen gewann 2005 und 2006 in Le Mans die LMP2-Klasse. Zudem sicherten sich Erdos und Newton auf dem EX264 den LMP2-Meistertitel der Le-Mans-Series-Saison 2007.

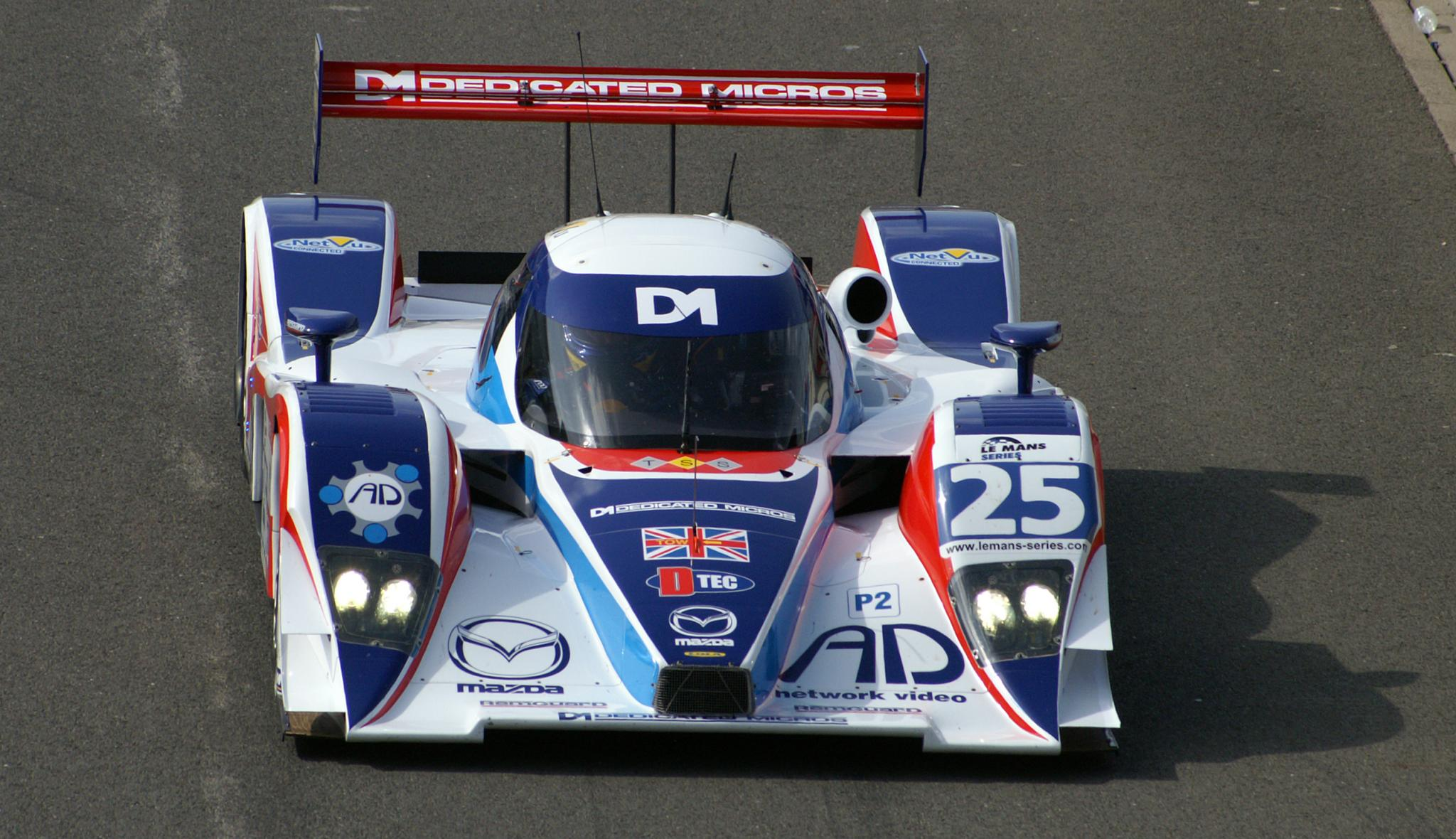
Lola B08/80 in Silverstone, 2009

Für die Le-Mans-Series-Saison 2008 entwickelte RML den Wagen weiter und verwendete nun mit dem MG XP21 einen weiterentwickelten Motor. Der Wagen bekam die Bezeichnung EX265. Dieses Auto wurde schließlich vor dem Saisonfinale zu einem Coupé umgerüstet und entsprach nun weitgehend dem Lola B08/80. Mit den EX265-Komponenten, einschließlich des MG XP21-Motors, hieß der neue Wagen nun EX265C und feierte sein Debüt beim 1000-km-Rennen von Silverstone 2008. Nach dem Saisonabschluss trennte sich das Team vom Motorenlieferanten MG und wechselte zum japanischen Hersteller Mazda. Mike Newton gab an, dass vor allem die fehlende Unterstützung seitens MG zu der Trennung führte.
Die Wahl des Aggregats stellte sich letztlich als Fehlentscheidung heraus. In den fünf Meisterschaftsläufen der Saison 2009 beendete der Wagen lediglich zwei Rennen ohne Motorschaden. RML schloss daher für die Saison 2010 einen Vertrag mit dem Hersteller Honda ab, der den Motor unter dem Namen Acura bislang hauptsächlich im Acura ARX-01 eingesetzt hatte. Mike Newton und Thomas Erdos erzielten erneut den Meisterschaftssieg in der LMP2-Kategorie.

### Tourenwagen
Mithilfe seiner Beziehung zu Ecurie Ecosse gab RML 1992 sein Debüt in der britischen Tourenwagen-Meisterschaft im Tourenwagen-Sport. Das Team setzte zwei werksunterstützte Vauxhall Cavalier ein und konnte 1995 den Meisterschaftssieg feiern. Des Weiteren wurde von RML der Nissan Sentra für die südafrikanische Tourenwagen-Meisterschaft aufgebaut.

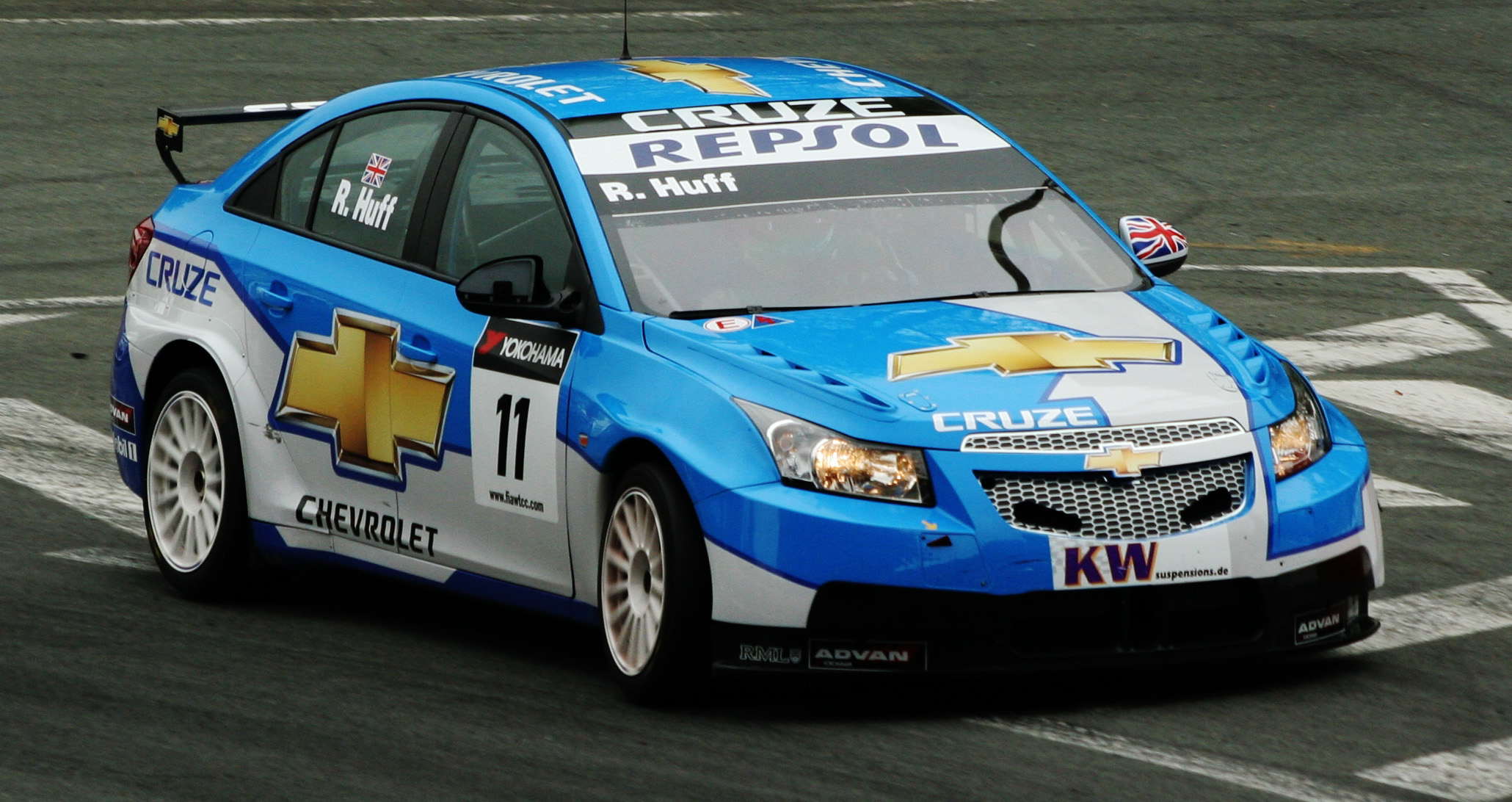
Chevrolet Cruze in Pau, 2009

In Zusammenarbeit mit Nissan baute RML im Jahr 1997 den Nissan Primera für die BTCC auf. Das Team gewann 1999 mit Laurent Aïello den Fahrertitel sowie 1998 und 1999 den Markentitel. Im Jahr 2004 erwarb Seat Sport UK zwei Seat Toledo Cupra, die von RML für den Einsatz in der BTCC vorbereitet wurden. Am Ende des Jahres wurde die Zusammenarbeit beendet, da das Team von Chevrolet den Auftrag erhielt, den Lacetti für die Tourenwagen-Weltmeisterschaft zu entwickeln. RML zeigt sich weiterhin für den Werkseinsatz der Chevrolet in der WTCC verantwortlich. 2009 wurde mit dem neuen Chevrolet Cruze der Nachfolger des Lacetti vorgestellt.
Die ehemaligen WTCC-Lacetti wurden 2009 von RML erfolgreich wieder in der britischen Tourenwagen-Meisterschaft eingesetzt. Als Fahrer starteten Jason Plato, ab dem zweiten Rennen Mat Jackson und ab dem vierten Rennen James Nash. Jason Plato wurde Vizemeister. 2010 kamen in der BTCC zwei der Cruze zum Einsatz, die im Vorjahr in der WTCC eingesetzt wurden, der dritte nahm an der Schwedischen Tourenwagen-Meisterschaft teil.

### Rallye
Am Ende des Jahres 1997 entschied GM Europa sich, seine Beteiligung an Tourenwagenrennen zurückzufahren. RML begann mit der Entwicklung des Opel Astra Kit-Car nach Formel-2-Reglement für die Rallye-Weltmeisterschaft und mehrere nationale Rallye-Meisterschaften in Europa. Im Jahr 1999 gewann der RML-Astra Titel in Deutschland, Norwegen und Schweden.
Ende 2000 entwickelte RML den Opel Corsa für die neue Super-1600-Klasse, welche die F2-Kit-Cars ersetzte. Dieser Wagen hatte sein Debüt 2002 in der Rallye-Juniorenweltmeisterschaft bei der Rallye Monte Carlo und errang im folgenden Jahr seinen ersten Titel.

### Formel 1
RML hatte für das Jahr 2010 den Einstieg in die Formel 1 geplant, sich jedoch auf Grund von Unsicherheiten über das Reglement dagegen entschieden. Ein zukünftiger Einsatz ist allerdings nicht ausgeschlossen.

### Automobile

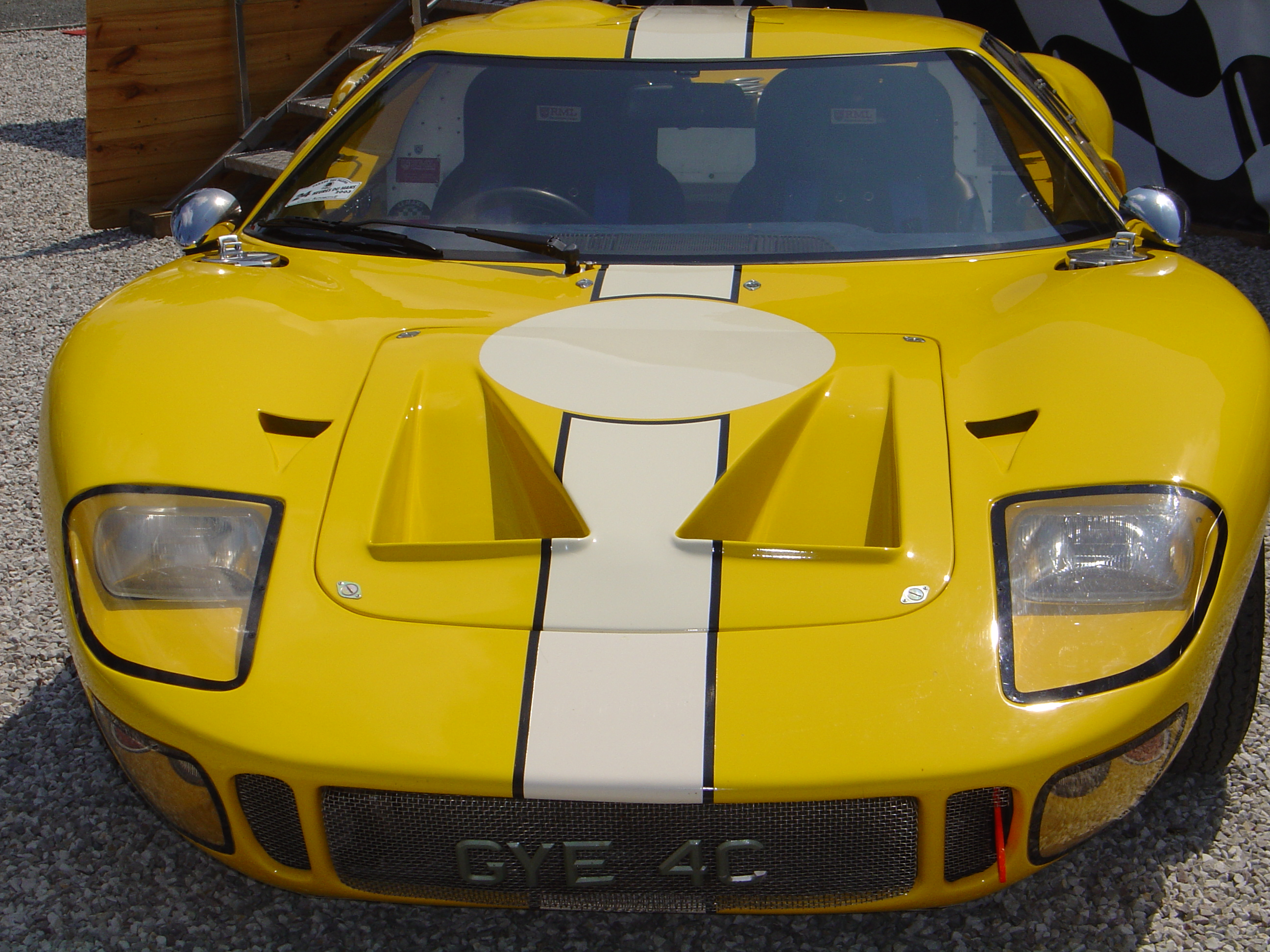
RML GT40

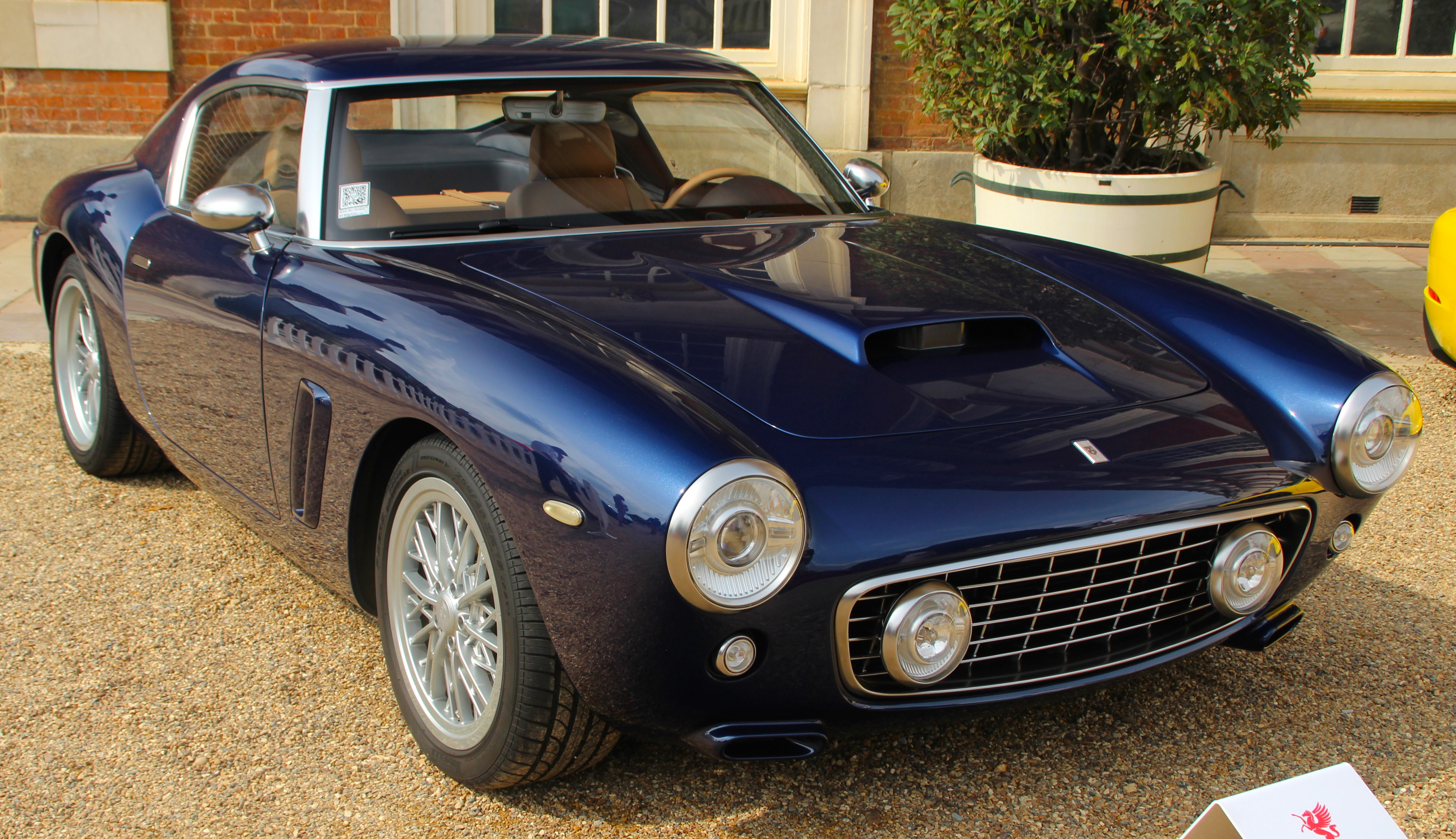
RML Short Wheelbase

RML wandte sich 1990 erstmals der Entwicklung von Serienfahrzeugen zu. Zwischen 1991 und 1995 entstanden einige straßenzulassungsfähige Nachbildungen des Ford GT 40. Die Markennamen lauteten Mallock und RML. Im Jahr 1994 schuf RML mehrere Konzeptzeichnungen für einen ungenannten japanischen Hersteller.
Im Jahr 1999 stellte RML zwei verschiedene Projekte vor, zum einen ein Opel Astra DTM-Konzept sowie zum anderen den Saleen S7, welcher vollständig vom RML-Ingenieur und ehemaligen F1-Mechaniker Richard Owen entwickelt wurde.
Im Jahr 2003 ließ Nissan RML einen auf dem Nissan Micra basierenden Prototyp entwickeln, den Micra R. Das Auto, das auf dem Genfer Auto-Salon vorgestellt wurde, war mit einem 265 PS (198 kW) starken V6-Motor mit sequenziellem 6-Gang-Getriebe ausgestattet.
Mit dem RML Short Wheelbase wurde 2021 ein auf 30 Exemplare limitierter Gran Turismo auf Basis des Ferrari 550 Maranello vorgestellt.
Auf Basis des Porsche 992 Turbo S präsentierte das Unternehmen im Oktober 2024 den auf zehn Exemplare limitierten RML P39.